# إيمان إمام
إيمان إمام ممثلة مصرية حصلت على العديد من الجوائز.

## أعمالها

### من مسلسلاتها
- شتات الشهبندر (2019)
- أفراح إبليس (ج2) (2019)
- طلقة حظ (2019)
- يلا نسوق (2019)
- فوق السحاب (2018)
- الشارع اللي ورانا (2018)
- قصر العشاق (2017)
- هي ودافنشي(2016)
- الصعلوك (2015)
- تفاحة آدم (2014)
- نقطة ضعف (2013)
- لحظات حرجة 3 (2012)
- خاتم سليمان (2011)
- لازم بابا يحب (2011)
- أدهم الشرقاوي (2008)
- حكايات من حارتنا (1995)
- الدنيا وما فيها
- وغربت الشمس
- من أرشيف المحاكم

### من مسرحياتها
- إضحك لما تموت (2018)
- الجلف (2017)
- إن بوكس (2016) [3]
- حلم ليلة صيف (2015)
- سلاما يا مصر (2011)
- الآنسة جولي (مس جوليا)
- بيت الدمية
- قصة حب
- أرض لاتنبت الزهور
- القصه المزدوجة

### من أفلامها
- أماتور (2016)
- سبس (2016)